# Craspedisia spatulata
Craspedisia spatulata là một loài nhện trong họ Theridiidae.
Loài này thuộc chi Craspedisia. Craspedisia spatulata được Elizabeth Bangs Bryant miêu tả năm 1948.